# Вулиця

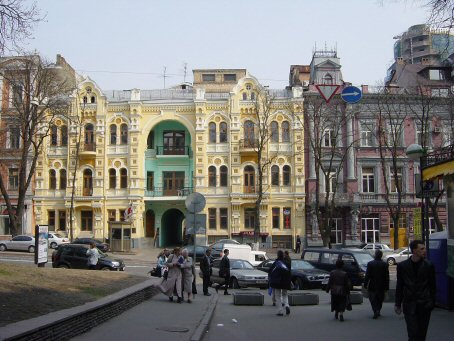
На вулицях Києва

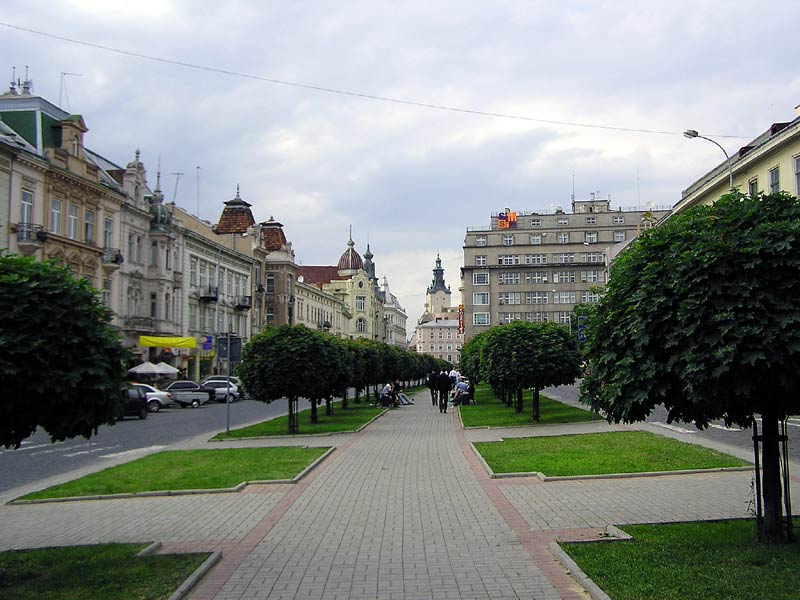
Проспект Шевченка у Львові (бульвар)

Ву́лиця — обмежений принаймні з одного боку рядом будинків простір у межах міста або іншого населеного пункту, призначений для пересування людей, проїзду транспорту, розміщення соціальної інфраструктури та споруд. Зазвичай вулиця обмежена рядами будинків по обидва боки проїзної частини. Обов'язковим елементом вулиці є тротуар для пішоходів. Додатковими елементами вулиць можуть бути трамвайні колії, велосипедні доріжки, розподільчі смуги (газони) й огорожі. Крім того, уздовж вулиць під тротуарами та проїзною частиною прокладаються численні міські комунікації: водо- та газорозподільні системи, теплові мережі, лінії зв'язку, електричні кабелі тощо.
Історично вулиці виникли у містах як транспортні напрямки, які з'єднували в'їзні брами з ринковою, вічевою або іншою головною площею міста. Вулиці відігравали також значну роль в обороноздатності міст, такі вулиці зазвичай проходили уздовж стін та призначалися для швидкого переміщення оборонців, зброї й інших ресурсів між фортифікаційними елементами міста. Згодом вулиця стала одним із найважливіших елементів містобудування й елементом локалізації споруд (поштова адреса, адреса земельної ділянки тощо) у містах та інших населених пунктах.

## Етимологія
Загальнослов'янське вулиця етимологічно споріднене з «вулик»: воно походить від прасл. *ulica, демінутивного утворення від *ula (первісно — «порожнина»), що виводиться від пра-і.є. *aul-. Можливо, споріднене з грец. αὐλών («яр», «міжгір'я»), αὐλός («дудка», «авлос»).

## Типи вулиць
Залежно від функцій і значущості вулиці можуть поділятися на житлові, промислові, торговельні, ділові, головні та другорядні.
Залежно від особливостей формування виділяють такі типи вулиць:
- Проспект — пряма, довга, широка вулиця з твердим покриттям та зеленими насадженнями вздовж вулиці.
- Набережна — вулиця вздовж річки чи великої водойми (озеро, море, океан).
- Бульвар — вулиця, яка має розміщену вздовж її осі (зазвичай посередині) широку обсаджену деревами алею з лавами для відпочинку.
- Провулок — невеличка вулиця, що з'єднує дві більших.
- Тупик (глуха вулиця, сліпа вулиця) — вулиця або провулок, що не мають наскрізного проходу, проїзду.
- Узвіз — вулиця, що має крутий підйом. (наприклад, Андріївський узвіз у Києві).

Такий поділ є умовним, а назви складаються історично, тому, наприклад, у деяких містах провулки є довшими і ширшими, ніж вулиці в інших.